# Калванико
Калва̀нико (на италиански: Calvanico; на неаполитански: Cravanich', Краваникъ) е село и община в Южна Италия, провинция Салерно, регион Кампания. Разположено е на 600 m надморска височина. Населението на общината е 1570 души (към 2010 г.).